# Triesenberg
Triesenberg (helyi dialektusban Trisabäärg) település Liechtensteinben. Triesenbergnek van egy exklávéja, így két nem összefüggő területből áll. Területileg a fejedelemség legnagyobb és legmagasabban fekvő települése. 

## Történelem
A 13. század végétől elsőként a bevándorolt walserek (egy alpesi népcsoport) telepedtek le véglegesen Triesenberg térségében. A település első írásos említése 1355-ből való.
A második világháború után nagy gazdasági fellendülés következett be, és Triesenberg dolgozó népességének nagy része a völgyben található ipari és szolgáltató vállalatoknál talált munkát. A mezőgazdaság a második világháború óta folyamatosan visszaesett. Ma a munkaerő több mint kétharmada az iparban és a szolgáltatásban dolgozik.
Triesenberg - Triesennel és Balzersszel együtt - az utolsó három liechtensteini község egyike volt, amely lehetővé tette a nők számára, hogy 1986. április 20-án községi szinten szavazzanak.

## Látnivalók
- Walser Múzeum: A múzeum bemutatja a 13. században bevándorolt walserek életmódját, valamint bemutatja a község történetét és szokásait. A múzeumhoz tartozik egy 400 éves Walser-ház is.[2]
- József Vencel herceg plébániatemploma: 1767 és 1769 között épült, egyetlen hajóból és zárt kórusból állt. 1938-ban a régi plébániatemplomot végül lebontották, de sok berendezési tárgyat megőriztek, például az egyik harangot a malbuni Béke-kápolnába költöztették.
- Szent József plébániatemplom: 1938 és 1940 között a lebontott plébániatemplom helyén épült az új templom. A templom északkeleti tájolású és Triesenberg központjában áll. A régi plébániatemplomhoz hasonlóan hagymakupolát is építettek, amely egyedülálló Liechtensteinben. A templomnak öt harangja van.
- Városháza: Az első plébániatemplom megépítésével a templomtér északi szélén paplak is épült. A régi plébániatemplommal ellentétben ezt nem bontották le, hanem az önkormányzati közigazgatás székhelyévé alakították át 1967–1968-ban, így az épület ma városházaként működik
- Liechtenstein földrajzi középpontja

## Politika
A 2015. március 15-i önkormányzati választások óta a község vezetője Christoph Beck (VU). 2019-ben újraválasztották.

## Triesenbergiek
- Gustav Schädler (1883-1961), politikus, Liechtenstein volt miniszterelnöke
- Marco Schädler (1964-) zeneszerző

## Fordítás
- Ez a szócikk részben vagy egészben  a   Triesenberg című német Wikipédia-szócikk fordításán alapul.  Az eredeti cikk szerkesztőit annak laptörténete sorolja fel. Ez a jelzés csupán a megfogalmazás eredetét és a szerzői jogokat jelzi, nem szolgál a cikkben szereplő információk forrásmegjelöléseként.